# Typhlodromus acaciae
Typhlodromus acaciae är en spindeldjursart som beskrevs av Schultz 1973. Typhlodromus acaciae ingår i släktet Typhlodromus och familjen Phytoseiidae. Inga underarter finns listade i Catalogue of Life.